# Економско-трговинска школа Параћин
Економско-трговинска школа у Параћину је једна од четворогодишњих средњих школа на територији општине Параћин и функционише у оквиру образовног система Републике Србије.
Данашња школа је настала спајањем Економске школе и Школе за KВ раднике у трговини основаних 1955. године. Ова установа до скоро је била једина тог типа у Поморављу која је задовољавала и потребе школовања суседних места. Настава се обавља у учионицама и кабинетима са квалитетном опремом од којих посебно предњачи кабинет за информатику са 25 рачунара. Учионице су опремљене керамичким белим таблама које доприносе квалитетнијем одвијању наставе. У реновираним кабинетима водило се рачуна и о естетској страни. Један од приоритета школе је даља набавка савремене опреме.
Будући ученици бирају један трогодишњи или четворогодишњи смер из два подручја рада: економија, право и администрација и трговина, угоститељство и туризам.